# Arkadij Naiditsch
Arkadij Naiditsch (nacido el 25 de octubre de 1985 en Letonia). Es un Gran Maestro Internacional de ajedrez alemán.
En 1995 fue campeón del Campeonato de Europa Sub-10. Campeón de Alemania en 2007.
En la lista de agosto de 2015 de la FIDE, tenía una puntuación de ELO de 2685, ocupando la posición 56 del ranking mundial.
En agosto de 2015 se cambió a la federación de Azerbaiyán de Ajedrez.